# Eupsophus emiliopugini
Eupsophus emiliopugini é uma espécie de anfíbio  da família Leptodactylidae.
Pode ser encontrada nos seguintes países: Argentina e Chile.
Os seus habitats naturais são: florestas subantártica, florestas temperadas, rios e marismas intermitentes de água doce.
Está ameaçada por perda de habitat.